# Indiana (Schiff, 1942)
Die USS Indiana war das zweite Schlachtschiff der South-Dakota-Klasse. Gebaut wurde es ab 1939 auf der Werft Newport News Shipbuilding im US-Bundesstaat Virginia. Die Indiana wurde von der United States Navy hauptsächlich im Pazifikkrieg eingesetzt, 1947 in die Reserve versetzt und schließlich 1964 abgewrackt.

## Geschichte
Die Indiana, benannt nach dem 19. Bundesstaat der USA, wurde am 20. November 1939 in Newport News auf Kiel gelegt, am 21. November 1941 vom Stapel gelassen und am 30. April 1942 in Dienst gestellt. Nach seiner Indienststellung wurde das Schiff vom 1. bis zum 20. Mai seeklar gemacht. Am 21. Mai lief die Indiana zu ihrer ersten Probefahrt in das Operationsgebiet C in der Chesapeake Bay aus. Vom 26. Mai bis zum 29. Mai im Juni sowie in Juli, August und im September folgten weitere Testfahrten.

### Guadalcanal, Tarawa, und Kwajalein
Am 9. November verließ die Indiana Hampton Roads in Richtung Panamakanal, um sich den US-Streitkräften im Pazifik anzuschließen. Am 14. November erreichte sie Balboa und wurde der Task Group 2.6, bestehend aus dem Leichten Kreuzer Columbia und den Zerstörern De Haven und Saufley, zugewiesen. Von dort fuhr die Indiana nach Tongatabu, wo sie am 28. November eintraf. Am 30. November stach die Indiana mit Richtung Nouméa in See, um sich dort mit der South Pacific Force zu vereinigen und ihr Schwesterschiff, die South Dakota, zu ersetzen.
Im Januar 1943 bildete die Indiana zusammen mit den Schlachtschiffen North Carolina und Washington die Task Force 64 (TF 64) unter Konteradmiral Willis Lee. Während der Schlacht um New Georgia schützte die Indiana die Landungstruppen vor möglichen japanischen Angriffen und vom 31. August bis zum 1. September unterstützte die Indiana die US Fast Carrier Task Force bei ihrem Angriff auf Minami-Torishima.
Vom 20. bis 23. November beteiligte sich die Indiana an der Operation Galvanic und bildete einen Teil des Flugabwehrschirms für die Flugzeugträger der Task Group 50.2 vor dem Makin-Atoll. Am 8. Dezember bombardierte die Indiana zusammen mit der South Dakota, der Washington, der Massachusetts und der North Carolina japanische Stellungen auf Nauru. Am 1. Januar 1944 wurde die Indiana der TG 37.2 zugeteilt und nahm am 16. Januar zusammen mit der South Dakota und den Zerstörern Burns, Charrette und Conner an Geschützübungen teil. Schwere See, Regen und schlechte Sicht zwangen die Planer, den Rest der Übungen abzubrechen, und die Schiffe kehrten nach Havannah auf Efate zurück. Auch am folgenden Tag musste die Übung ein zweites Mal abgebrochen werden. Am 18. Januar wurde die Indiana zusammen mit der North Carolina und der Washington sowie drei weiteren Zerstörern nach Funafuti beordert, um als Teil der fünften US-Flotte unter dem Kommando von Vizeadmiral Raymond A. Spruance an der Operation Flintlock teilzunehmen. Nachdem die Indiana am 20. Januar Elice Islands erreicht hatte, wurde sie der TG 58.1, bestehend aus den Flugzeugträgern Enterprise, Yorktown und Belleau Wood sowie dem Leichten Kreuzer Oakland und neun Zerstörern unter Konteradmiral John W. Reeves Jr., zugeteilt. Anschließend nahm sie vom 25. bis zum 28. Januar an mehreren Manöverübungen teil. Am 29. Januar griff die Indiana zusammen mit der Washington, der Enterprise und Yorktown das Maloelap-Atoll an, und am folgenden Tag bombardierten sie Kwajalein. Die Indiana erlitt während des Angriffs keinerlei Beschädigungen und verschoss insgesamt 2.691 Granaten.

### Kollision

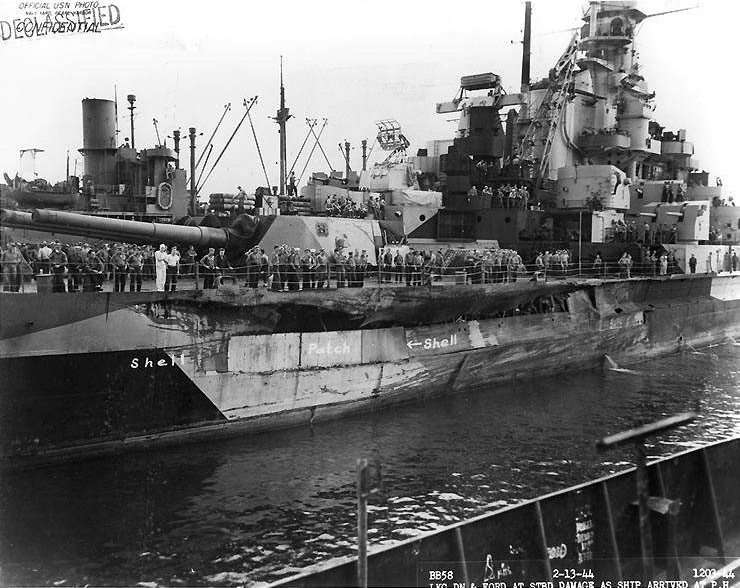
Die Indiana nach der Kollision mit der USS Washington. Erste Behelfsreparaturen an der Schadstelle sind deutlich zu erkennen.

Am 1. Februar 1944 um 4:30 Uhr morgens rammte das Schlachtschiff Washington die Indiana. Beide Schiffe waren abgedunkelt gefahren, um nicht von japanischen Beobachtern entdeckt zu werden. Die Washington traf die Indiana auf der Steuerbordseite bei Spant 107, ein Punkt knapp hinter der Zitadelle, den eine Studie als Schwachpunkt aller Schiffe der Klasse ausgemacht hatte. Dreizehn Abteilungen der Indiana liefen voll, eine Welle und ein Propeller wurden beschädigt. Strom- und Entgasungskabel wurden durchtrennt, und schwere strukturelle Schäden an den inneren Längsschotten erstreckten sich von Spant 106 bis 130. Mehrere Entfernungsmesser der 40-mm- und 20-mm-Lafetten wurden zerstört, ebenso das Steuerbordkatapult. Drei Seeleute starben. Die Indiana lief nach Majuro, wo provisorische Reparaturen durchgeführt wurden, bevor sie am 7. Februar nach Pearl Harbor weiterfuhr. Die anschließende Instandsetzung dauerte vom 14. Februar bis zum 7. April. Nach dem Abschluss der Arbeiten wurde die Indiana wieder in den aktiven Dienst gestellt und lief am 26. April Seeadler Harbor an. Am 27. April schloss sie sich zusammen mit der Massachusetts und vier Zerstörern TF 58 für den Angriff auf Chuuk an. Am 1. Mai beteiligte sich die Indiana am Angriff auf Pohnpei auf den Senyavin-Inseln und bombardierte die Insel etwa eine Stunde lang, bevor sie sich zurückzog. Am 4. Mai kehrte die Indiana nach Majuro zurück und begann mit den Vorbereitungen für Operation Forager.

### Marianen-Inseln
Am 6. Juni verließ Task Force 58 Majuro in Richtung der Gewässer östlich der Marianen. Um zu verhindern, dass japanische Kräfte die Eroberung von Saipan, Tinian und Guam beeinträchtigten, wurden sie beauftragt, die Landungstruppen vor feindlichen Angriffen zu schützen und sämtliche Verteidigungsanlagen, Flugfelder und Flugzeuge zu zerstören. Am 13. Juni beschoss die Indiana zusammen mit der North Carolina und der Washington in Begleitung von vier Zerstörern von 10:40 Uhr bis etwa 17:25 Uhr die Westküste von Saipan und Tinian, jedoch nur mit mäßigem Erfolg. Während des Angriffs wurde die Indiana von mehreren japanischen Flugzeugen angegriffen, erlitt aber keine Schäden.
Um den Vormarsch der US-Navy zu stoppen, beabsichtigte Vizeadmiral Ozawa Jisaburō, einen Gegenangriff auf Task Force 58 durchzuführen. Nachdem die Japaner am 15. Juni die Philippinische See erreicht hatten, wurden sie am Morgen des 16. Juni von dem U-Boot Cavalla etwa 1.300 km westsüdwestlich von Saipan gesichtet. Nach dem Erhalt dieser Information bereitete sich Admiral Spruance auf das Gefecht vor. Am Morgen des 18. Juni hatten sich alle vier amerikanischen Flugzeugträgergruppen versammelt und fuhren in südwestlicher Richtung auf den herannahenden Feind zu. Als sich die gegnerischen Flotten am Morgen des 19. Juni näherten, meldeten die Alabama und die South Dakota große anfliegende feindliche Luftverbände. In dem fünf Stunden dauernden Gefecht wurde die Indiana zum Ziel mehrerer Luftangriffe. Um 12:14 griff ein Nakajima B5N Torpedobomber das Schiff an und stürzte anschließend auf das Hauptdeck der Indiana, ohne jedoch größere Schäden zu verursachen.
Das Schiff leistete weiterhin Feuerunterstützung und konnte am 4. Juli die Besatzung einer Douglas SBD-5 Dauntless vor Guam bergen. Mitte August wurde die Indiana nach Eniwetok beordert, um der Mannschaft einen 20-tägigen Erholungsaufenthalt zu gewähren.
Am 30. August verließ das Schlachtschiff zusammen mit TF 34 die Marshall-Inseln und traf am 3. September 1944 mit TG 38 zusammen, um Trägeroperationen gegen die feindlichen Streitkräfte auf den Inseln Palau, Negros und Cebu zu unterstützen. Dabei konnte sie erneut einen abgestürzten Piloten bergen. Mitte September entwickelte die Indiana einen Motorschaden und musste zur Instandsetzung nach Seeadler Harbor zurückkehren. Nach dem Ende der Reparaturen, die vom 21. September bis zum 4. Oktober dauerten, schloss sich die Indiana auf ihrem Weg nach Pearl Harbor TG31.11, bestehend aus der Idaho, der Indianapolis und der Cleveland, an. Von dort fuhr das Schiff weiter zur Puget Sound Marinewerft in Bremerton. Nach ihrer Ankunft kam es am 22. Oktober um 11:12 Uhr zu einer Beinahekollision mit dem Kutter Bittersweet. Während die Besatzung für drei Wochen Landurlaub erhielt, wurde das Schiff bis zum 30. November überholt. Am 6. Dezember 1944 lief die Indiana schließlich nach Pearl Harbor aus und führte bis zum Ende des Jahres zusätzliche Instandhaltungsmaßnahmen und Trainingsübungen durch, darunter einen simulierten Luftangriff in der Morgendämmerung.

### Iwo Jima
Am 10. Januar 1945 verließ die Indiana zusammen mit dem Zerstörer Borie und dem Minenleger Gwin Pearl Harbor. Die Schiffe fuhren nach Eniwetok und von dort aus weiter nach Saipan. Am 22. Januar stach die Indiana zusammen mit TG 94.9 unter dem Kommando von Konteradmiral Oscar Badger in See und nahm Kurs auf Iwo Jima, wo sie zwei Tage später eintraf. Nach ihrer Ankunft beschoss die Indiana die japanischen Befestigungen der Insel in Vorbereitung auf die einen Monat später geplante Invasion. Das Schiff feuerte insgesamt 200 Granaten mit ihren Hauptgeschützen ab, bevor die schlechte Sicht sie um 15:55 Uhr zur Einstellung der Bombardierung zwang. Am nächsten Morgen verließ sie das Gebiet in Richtung Ulithi, wo sie am 26. Januar eintraf. Am 10. Februar verließ das Schiff als Teil von TG 58.1 Ulithi in Richtung Japan, um ab dem 16. Februar Luftangriffe auf Ziele im Raum Tokio durchzuführen. Diesem Angriff folgte eine Reihe von Attacken auf verschiedene Ziele auf den Bonin-Inseln und ein zweiter Angriff auf Tokio am 25. Februar.
Die Flotte kehrte am 3. März nach Ulithi zurück und stach am 14. März nun mit der Bezeichnung TU 58.1.3 mit Richtung Seto-Binnenmeer erneut in See für eine weitere Reihe von Angriffen auf Japan. Als die Flotte sich am 17. März Kyushu näherte, wurde sie von den Japanern gesichtet, jedoch nicht angegriffen. Nach einem erfolgreichen Angriff, bei dem 377 japanische Flugzeuge entweder zerstört oder beschädigt wurden, richteten sich die Attacken am 19. März auf feindliche Kriegsschiffe in Kobe, Kure und Hiroshima. Bei den japanischen Gegenangriffen, die sich vor allem auf die Flugzeugträger konzentrierten, wurden die Wasp und die Franklin schwer beschädigt. 625 Mann starben, 534 wurden verletzt.

### Okinawa
Am 23. März wurde die Indiana nach Okinawa beordert, um sich an der Bombardierung der Insel zur Vorbereitung der geplanten Invasion zu beteiligen. Vom 26. bis 28. März erfolgte das Bombardement durch die Marine aus großer Entfernung; die Ziele konnten aufgrund der großen Entfernung allerdings nur schwer lokalisiert werden, und die schlechte Sicht führte dazu, dass nur wenige Treffer gemeldet wurden. Ein wirksames Bombardement war erst möglich, nachdem das Minenfeld am Strand von Hagushi am 29. März beseitigt worden war. Am 30. März wurden die Ziele im Gebiet der Naha-Oroku-Halbinsel unter wirksamen Beschuss genommen. Die Indiana griff nun zusammen mit zehn anderen Schlachtschiffen und elf Kreuzern die Insel an. Selbst auf kürzeste Entfernung hatten die Schiffe Schwierigkeiten, wichtige Ziele zu lokalisieren, und mussten daher mit Geschützfeuer nach Stellungen und ähnlichen Strukturen suchen.
Während des sieben Tage andauernden Bombardements wurden bis zu 13.000 Granaten abgefeuert. Alle bekannten Küstenschutzgeschütze in dem Gebiet wurden zerstört oder unbrauchbar gemacht.
Die Japaner versuchten verzweifelt, den Alliierten so viel Schaden wie möglich zuzufügen, und bereiteten Operation Ten-gō vor – einen für den 6. April 1945 geplanten Großangriff.
Am 12. April attackierten zwei Kamikaze – eine Mitsubishi A6M Zero und eine Nakajima Ki-43 – die Indiana, wurden aber von der Flak abgeschossen, bevor sie das Schiff treffen konnten. Zwei Tage später folgte ein weiterer erfolgloser Angriff mit drei Nakajima Ki-43. Am Ende des Monats kehrte die Indiana erneut nach Ulithi zurück, wo sie bis zum 9. Mai verblieb.
Am 5. Juni geriet die Indiana vor Okinawa in einen schweren Taifun. Die Indiana nahm mindestens sieben Kursänderungen vor, um dem Sturm auszuweichen. Das Anemometer erreichte seinen Höchstwert um 5:37 Uhr, als der Wind mit 80 Knoten um das Schiff peitschte. Gegen 7:04 Uhr verlor die Besatzung die Kontrolle über das Schiff, als Meerwasser, das durch die Belüftungs- und Gebläseeinlässe des Maschinenraums eindrang, einen Kurzschluss verursachte. Um 7:46 Uhr hatte die Besatzung die Kontrolle wiedererlangt und um 15:23 Uhr zog der Sturm mit einer geschätzten Geschwindigkeit von 30 Knoten nach Nordosten ab.

### Weitere Operationen
Am 9. Juni liefen die Indiana, die Alabama und die Massachusetts sowie fünf Zerstörer aus, um japanische Einrichtungen auf der Insel Minami Daito Jima zu beschießen. Anschließend setzte die Indiana Kurs auf die Philippinen, um neue Vorräte und Munition zu erhalten. Anfang Juli schloss sie sich der TF 38 an und fuhr am 9. Juli in Richtung Tōkiō. Am 10. Juli unterstützte das Schiff die Luftangriffe der Flugzeugträger auf das Festland und am 14. Juli bombardierte sie zusammen mit der Massachusetts, der South Dakota, der Chicago und der Quincy die Eisen- und Stahlwerke in Kamaishi. Das Schiff feuerte 271 406-mm-Geschosse ab. Am 1. August wurde die Indiana abkommandiert, um die Angriffe auf die Küstenstädte fortzusetzen. Das Schiff führte am 9. August einen zweiten Angriff auf Kamaishi durch und feuerte insgesamt 270 Granaten ab. Dies war die letzte Offensivoperation des Schiffes. Nach der Kapitulation Japans kehrte die Indiana am 15. September in die USA zurück.

### Nachkriegszeit
Nach ihrer Ankunft in San Francisco am 29. September wurde die Indiana für Reparaturen in die Marinewerft Hunters Point verlegt, wo bis zum 31. Oktober verblieb. Von dort wurde sie nach Puget Sound verlegt, wo ihre Munition mit anderem brennbaren Material entladen wurde. Am 15. November wurde das Schiff ausgemustert und am 29. März 1946 der Pazifik-Reserveflotte unterstellt. Die Indiana verblieb bis in die frühen 1960er-Jahre in Bremerton, bis das Schiff am 1. Juni 1962 von der Marineliste gestrichen und am 6. September 1963 zum Abwracken verkauft wurde.

## Technik
Das Schiff hatte eine Gesamtlänge von 207 m, eine Kielwasserlinie von 202 m und eine Breite von 32,90 m. Der Freibord lag am Bug bei 8,70 und am Heck bei 6,27 m. Das Schiff hatte einen Tiefgang von 8,47 m bis 11 m und eine metazentrische Höhe von 2,18 m. Der Freibord lag bei 8,71 am Bug und 6,27 am Heck. Die Verdrängung lag zwischen 34.044 tn.l. und 44.600 tn.l. Der taktische Durchmesser lag bei 530 m bei einer Geschwindigkeit von 14 kn.

### Antrieb
Die Indiana war mit vier Westinghouse-Dampfturbinen ausgestattet, die jeweils eine Welle antrieben und insgesamt 130.000 Shp (95.615 kW) entwickelten, mit der sie eine Höchstgeschwindigkeit von 27,8 Knoten (51 km/h) erreichte. Der Dampf wurde von acht Babcock-&-Wilcox-Wasserrohrkesseln mit einem Arbeitsdruck von 39 bar und einer Betriebstemperatur von 454,4 °C geliefert. Das Schiff konnte maximal 6.959 tn.l. (ab 1945 6.434 tn.l.) Heizöl mitführen, was ihm bei 15 Knoten (28.000 km/h) eine Reichweite von 17.000 Seemeilen (31.484 km) ermöglichte. Die Besatzung des Schiffes bestand aus 1.793 Offizieren und Mannschaft.

### Bewaffnung

#### Hauptbewaffnung
Die Hauptbewaffnung bestand aus neun 406-mm-Geschützen in drei Geschütztürmen, zwei vor und einer hinter den Aufbauten, mit den Bezeichnungen A, B und X von vorn nach achtern. Die Geschütztürme mit einem Gewicht von 1430 tn.l. hatten einen Seitenrichtbereich von −150 bis +150 Grad. Die Kanonen selbst wogen 85,85 tn.l. und hatten bei einer maximalen Elevation von 45° und einer Mündungsgeschwindigkeit von 701 m/s eine Reichweite von 33.740 m. Die Kadenz lag bei etwa zwei Schuss pro Minute. Die seitliche Ausrichtung erfolgte durch 300 HP starke Elektromotoren mit einer maximalen Geschwindigkeit von 4° pro Sekunde. Die Erhöhungsgeschwindigkeit von 12° pro Sekunde wurde durch einen 60-HP-Elektromotor ermöglicht. Das Laden der Kanone sowie die Bedienung der Munitionsaufzüge erfolgte durch 60- bzw. 75-HP-Elektromotoren.

#### Sekundärbewaffnung
Die Sekundärbewaffnung bestand aus zwanzig 127-mm-Geschützen in zehn Zwillingstürmen mittschiffs, fünf auf jeder Breitseite. Die Mark-28-Geschütztürme mit einem Gewicht von 75,7 tn.l. hatten einen Seitenrichtbereich von −80 bis +80 Grad. Die Kanonen selbst wogen 11,7 tn.l. und hatten bei einer maximalen Elevation von 85° und einer Mündungsgeschwindigkeit von 792 m/s eine Reichweite von 11.340 m. Die Geschütztürme wurden mit 4-HP-Elektromotoren zur seitlichen Ausrichtung und zur Erhöhung mit 10-HP-Elektromotoren betrieben. Dabei lag die Seitenrichtgeschwindigkeit bei 28,75° und die Erhöhungsgeschwindigkeit bei 15°. Die Kadenz lag bei 15 bis 20 Schuss pro Minute. Das Laden der Geschütze erfolgte durch einen 7-HP-Elektromotor.

#### Flugabwehr
Zur Flugabwehr hatte die Indiana vierundzwanzig 40-mm-Flakgeschütze von Bofors installiert. Die Geschütze waren auf Mark-2-Vierlingslafetten mit einem Gewicht von 10 tn.l. und einem Seitenrichtbereich von 360° montiert. Die Kanonen selbst waren wassergekühlt und wogen 522 kg. Sie hatten bei einer maximalen Elevation von 90° und einer Mündungsgeschwindigkeit von 881 m/s eine effektive Reichweite von 6.950 m. Des Weiteren hatte das Schiff 16 20-mm-Oerlikon-Maschinenkanonen installiert.

### Panzerung
Die Indiana hatte einen Panzergürtel aus Krupp-Zementstahl. Er erstreckte sich von der vorderen bis zur hinteren Barbette und war 310 mm dick. An seiner Unterkante verjüngte er sich auf 25 mm. An seinen Enden bildete er mit 278 mm dicken Querschotten die gepanzerte Zitadelle. Die Indiana hatte drei gepanzerte Decks. Das erste bestand aus ST-Stahl und war 38 mm dick. Das zweite darunterliegende Deck war zwischen 146 und 154 mm dick und das Splitterdeck über den Maschinenräumen – ebenfalls ST-Stahl – war 16 mm dick. Die Geschütztürme der 406-mm-Kanonen war zwischen 241 mm und 457 mm stark und hatte ein 184 mm dickes Panzerdach. Die Barbetten, auf denen die Geschütztürme ruhten, waren ebenfalls aus Krupp-Zementstahl und zwischen 295 mm und 439 mm dick. Die Geschütztürme des Sekundärbewaffnung waren rundherum mit 51 mm Panzerung geschützt. Der Kommandoturm war 406 mm dick und hatte ein 184 mm starkes Dach. Der Unterwasserschutz bestand aus vier längs verlaufenden Torpedoschotten, die ein mehrschichtiges System bildeten, um die Energie einer Unterwasserexplosion zu absorbieren.